# Parachoranthus
Parachoranthus là một chi bướm ngày thuộc họ Bướm nâu.